# Русалки (картина Крамского)
«Руса́лки» — картина русского художника Ивана Крамского (1837—1887), написанная в 1871 году. Картина является частью собрания Государственной Третьяковской галереи (инв. 647). Размер картины — 88 × 132 см.
Также встречаются упоминания картины под названиями «Сцена из „Майской ночи“ Гоголя» и «Майская ночь».

## История
Картина «Русалки» была написана Крамским по мотивам повести Николая Гоголя «Майская ночь, или Утопленница» из цикла «Вечера на хуторе близ Диканьки». Крамской заканчивал картину летом 1871 года в селе Хотень Харьковской губернии (ныне посёлок городского типа, находящийся в Сумской области Украины), где он жил в имении Хотень, принадлежавшем Павлу Сергеевичу Строганову и его жене Анне Дмитриевне.
Картина, под названием «Сцена из „Майской ночи“ Гоголя», была представлена на 1-й выставке Товарищества передвижных художественных выставок («передвижников»), открывшейся в Петербурге в конце 1871 года.
В 1872 году художник внёс некоторые изменения в картину.

## Описание
Главным для Крамского в этой картине было не проиллюстрировать повествование Гоголя, а передать необыкновенную, поэтическую красоту лунной украинской ночи. Крамской писал: «Всё стараюсь в настоящее время поймать луну… Трудная штука луна… Я рад, что с таким сюжетом окончательно не сломил себе шеи и если не поймал луны, то все же нечто фантастическое вышло…».
На картине изображён берег реки, у которого в лунную ночь расположились русалки-утопленницы. Фигуры девушек бесплотны и отрешены от внешнего мира, они погружены в состояние внутренней сосредоточенности, безысходной тоски и глубокой грусти. Поэтичность картины обусловлена изображением мягкого лунного света.

## Отзывы и критика
Писатель и историк культуры Владимир Порудоминский так писал об этой картине в своей книге о Крамском: «…не сон, а вместе сон и явь должны возникнуть на холсте; долой старый дом на горе — вместо него гоголевские же (и Крамского — он родился, вырос в такой) крытые соломой хатки; не месяц — только свет его и этот увиденный Гоголем серебряный туман, странное упоительное сияние, излучаемое стенами хат и стволами деревьев, гущей тростника, цветом яблонь, печальными, певучими фигурами девушек-русалок, которые не просто должны быть изображены, но как бы звучать должны в картине задумчивой печальной мелодией…».